# Côte du Hornay
La Côte du Hornay ou Thier du Hornay est une côte souvent empruntée lors de la course cycliste Liège-Bastogne-Liège.

## Situation
Le pied de la côte se trouve à Fond Leval dans la commune de Sprimont en Belgique. 
Depuis la création de deux ronds-points, le début de l'ascension de cette côte se fait par la rue Vieille Voie de Liège. Le sommet se situe devant l'école communale du Hornay à hauteur de la rue des Biolettes.

## Caractéristiques
- Départ : 211 m
- Altitude : 280 m
- Dénivellation : 69 m
- Longueur : 1,100 km
- Pente moyenne : 6,27
- Pente maximale : 7 %[1]

## Activités
Au pied du Thier du Hornay, dans la rue du Néronry, se trouvent les terrains de football du Royal Sprimont Comblain Sport, les terrains de tennis du Tennis Club Tultay, une pêcherie et un terrain de camping.